# Boorpissebed
De boorpissebed (Limnoria lignorum) is een pissebed uit de familie Limnoriidae. De wetenschappelijke naam van de soort is voor het eerst geldig gepubliceerd in 1799 door Rathke.